# Trentepohlia fuscipes
Trentepohlia fuscipes är en tvåvingeart som beskrevs av Alexander 1921. Trentepohlia fuscipes ingår i släktet Trentepohlia och familjen småharkrankar. Inga underarter finns listade i Catalogue of Life.